# Бьёрншерна, Магнус
Граф (с 1826) Магнус Бьёрншерна (швед. Magnus Björnstjerna, полное имя Magnus Fredrik Ferdinand greve Björnstjerna; 1779—1847) — шведский военный деятель; также дипломат и писатель. 

## Биография
Родился 10 октября 1779 года в Дрездене, внук архиепископа Магнуса Берониуса.
В возрасте 14 лет Магнус был отправлен в Швецию для обучения военной службе. Стал прапорщиком в Королевской гвардии. Окончил артиллерийскую школу в 1795 году и получил чин лейтенанта в 1796 году. Затем в течение ряда лет находился за рубежом — в Германии, Швейцарии, Франции и Испании; вернулся в Швецию в 1801 году. В 1804 году принял участие в манёврах в Санкт-Петербурге, некоторое время учился в Академии Або. В 1805 году получил чин штабс-капитана.
Во время русско-шведской войны 1808—1809 годов был старшим адъютантом при Генеральном штабе финской армии, участвовал в крупных военных операциях. В 1809 году Бьёрншерна был назначен майором Вестманландского пехотного полка. Был активным участником государственный переворота в Швеции в 1809 году, после которого был отправлен с секретной миссией к Наполеону I.
Участник войн шестой коалиции. В 1812 году был назначен полковником Кальмарского полка, участвовал во многих военных операциях этой кампании. В 1814 году он стал генерал-майором и фельдмаршалом, был начальником штаба фельдмаршала Курта фон Стедингка. Затем был назначен генерал-адъютантом в норвежской кампании; вел переговоры, приведшие к заключению Мосской конвенции в 1814 году.
В 1815 году Магнус Бьёрншерна был назначен генерал-адъютантом шведской армии и в 1820 году — генерал-лейтенантом. С 1828 по 1846 годы он находился в Лондоне, исполняя функции шведского посла в Англии. 6 февраля 1843 года произведен в генералы.
Умер 6 октября 1847 года в Стокгольме.
Был автором ряда книг на исторические и философские темы.

## Награды
Шведские
- Орден Меча, рыцарский крест (RSO1kl) (1808)[3]
- Орден Меча, рыцарский крест со звездой 2-го класса (в виде броши из скрещенных мечей)(RmstkSO) (26 июля 1814)
- Титул барона королевства Швеция (28 января 1815, род внесён в рыцарский матрикул королевства Швеция в 1815 году под № 349)
- Орден Меча, командорский крест (KSO1kl) (12 августа 1815)
- Орден Меча, командорский крест со звездой (большой крест) (KmstkSO) (28 апреля 1817)
- Титул графа королевства Швеция (11 мая 1826, род внесён в рыцарский матрикул королевства Швеция 29 марта 1828 года под № 140)
- Орден Серафимов (RoKavKMO) (28 января 1838, акколада 11 мая 1838)
- Звание «Одного из лордов королевства» (30 июня 1841)

Иностранные
- Орден «Pour le Mérite» (RPrOPlemér) (Королевство Пруссия, 1813)
- Орден Святого Георгия 4-го класса № 2992 (Российская империя, 21 мая 1815)[4]